# LDU 키토
리가 데포르티바 우니베르시타리아 데 키토(Liga Deportiva Universitaria de Quito)는 에콰도르의 수도 키토를 연고지로 하는 축구 클럽이다. 간단히 줄여서 LDU 키토(LDU Quito) 또는 리가 데 키토(Liga de Quito)라고도 부른다.
1918년에 창단한 에콰도르 중앙대학교 산하 세미 프로 축구단이 전신이며 1930년 1월 11일에 프로 축구단으로 개편되었다. 에콰도르 세리에 A에서는 11번 우승했고 코파 리베르타도레스에서는 1번, 코파 수다메리카나에서는 1번, 레코파 수다메리카나에서는 2번 우승했다. 키토를 연고로 하는 축구 클럽인 CD 엘 나시오날, 데포르티보 키토, 우니베르시다드 카톨리카 델 에콰도르와 라이벌 관계를 형성하고 있다.

## 주요 대회 성적

### 에콰도르 국내 대회
- 에콰도르 세리에 A: 우승 10회 (1969, 1974, 1975, 1990, 1998, 1999, 2003, 2005, 2007, 2010), 준우승 3회 (1977, 1981, 2008)

### 국제 대회
- 코파 리베르타도레스: 우승 1회 (2008)
- 코파 수다메리카나: 우승 1회 (2009)
- 레코파 수다메리카나: 우승 2회 (2009, 2010)
- FIFA 클럽 월드컵: 준우승 1회 (2008)

## 선수 명단

### 현역
참고: FIFA 자격 규정에 따라 소속된 국가대표팀 국기를 표시합니다. 선수는 복수의 FIFA 비회원국 국적을 가지고 있을 수 있습니다.
| 번호 | 포지션 | 국적     | 이름                     |
| ---- | ------ | -------- | ------------------------ |
| 4    | DF     | 아이티   | 리카르도 아데            |
| 9    | FW     |          | 리산드로 호엘 알주가레이 |
| 15   | MF     | 볼리비아 | 가브리엘 빌라밀          |
| 18   | MF     |          | 루카스 피오비            |
| 19   | FW     | 파라과이 | 알렉스 아르케            |
| 24   | DF     |          | 안드레스 자니니          |

| 번호 | 포지션 | 국적 | 이름 |
| ---- | ------ | ---- | ---- |

## 역대 감독
| 감독              | 임기        |
| ----------------- | ----------- |
| 소크라치스        | 1996        |
| 마누엘 페예그리니 | 1999 ~ 2000 |